# Matthias Hanselmann
Matthias Hanselmann (* 28. Januar 1953) ist ein deutscher Radio- und Fernsehmoderator, Komponist und Texter.

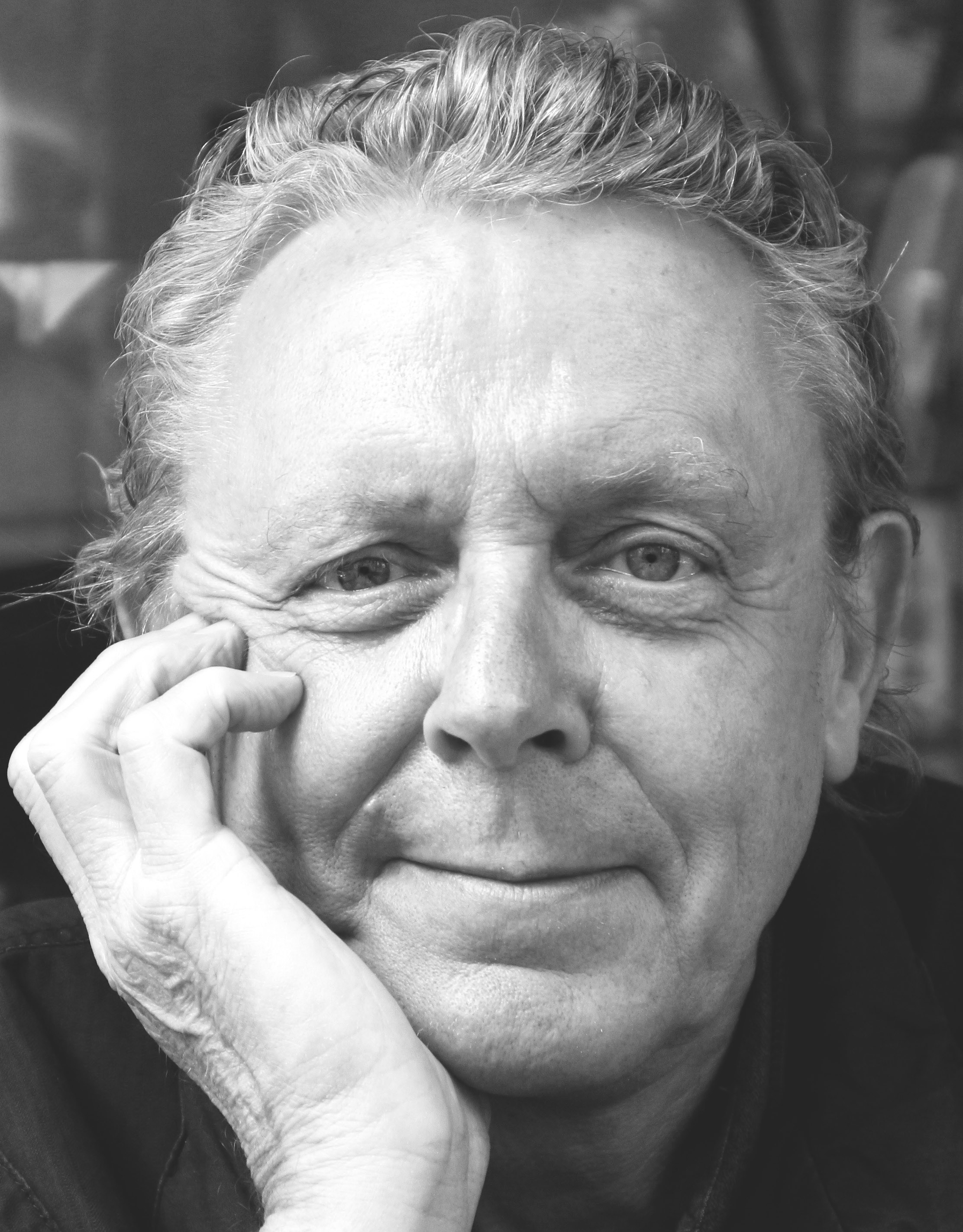
Matthias Hanselmann 2018

## Leben
Hanselmann wurde in Coburg als Sohn von Ruth und Johannes Hanselmann geboren, dem späteren evangelischen Landesbischof von Bayern und Präsidenten des lutherischen Weltbundes. Als Jugendlicher schrieb er erste Songs und spielte in verschiedenen Bands. In Berlin studierte er Germanistik und Anglistik. Während des Studiums war er Gitarrenlehrer an der VHS Charlottenburg. Ende der 1970er Jahre war er Songwriter und Gitarrist in der Berliner Band FirmA 33. Diese Band bestritt 1979 als Vorgruppe das erste Konzert von Nina Hagen. In den frühen 1980er Jahren war er Mitglied der Band Zeitgeist. Hanselmann spielte in diversen weiteren Bands und als Studiomusiker, u. a. in den Hansa-Studios Berlin. Er war Gitarrist am GRIPS-Theater, schrieb die Titelmusik und Songs für das Kindermagazin Wolff & Rüffel (Sender Freies Berlin), die Titelmusik und Songs für das Umweltmagazin Bumerang (ARD) und Songs für das Kindermagazin Zapp-Zarapp (Bayerischer Rundfunk). Die Musik zum Musical Freunde des Autors Helme Heine stammt ebenfalls von ihm. Für die Reihe Die Vier aus der Zwischenzeit im TV-Magazin 45 Fieber schrieb er mehrere Drehbücher und spielte selbst mit (Folge: Der Besucher mit u. a. Christoph Ohrt). Sounddesigns für Radiowellen (SFB 2, Radio4U) und TV (Berliner Abendschau, Sport im Dritten) gehörten ebenso zu seinen Arbeiten wie Spiel- und Dokumentarfilmmusiken (Metropole Berlin, Am Rand der Träume).
Seit 1981 arbeitet er auch als Radio- und Fernsehmoderator. Im TV hat er verschiedene Talk-Formate sowie das Wissenschaftsmagazin Einsteins Erben moderiert. Im Radio moderierte er für den SFB, den Bayerischen Rundfunk (Bayern 3), den ORB und den rbb (radioeins) sowie von 2002 bis 2018 für Deutschlandradio Berlin und Deutschlandfunk Kultur.